# Изграждане на нация
Изграждане на нация (на английски: Nation-building) е процеса на създаване или стуктуриране на национална идентичност, използвайки държавната власт. Този процес цели единението на народа в държавата, така че тя да остане политически стабилна и жизнена в дългосрочен план. Изграждането на нация може да включва използването на пропаганда или развитие на инфраструктурата, за да се насърчава социалната хармония и икономическият растеж. Определя се като развитие на поведения, ценности, език, институции и физически структури, които изяснават историята и културата, конкретизират и защитават настоящиата и осигуряват бъдещата идентичност и независимост на нацията.
|  | Тази страница частично или изцяло представлява превод на страницата Nation-building в Уикипедия на английски. Оригиналният текст, както и този превод, са защитени от Лиценза „Криейтив Комънс – Признание – Споделяне на споделеното“, а за съдържание, създадено преди юни 2009 година – от Лиценза за свободна документация на ГНУ. Прегледайте историята на редакциите на оригиналната страница, както и на преводната страница, за да видите списъка на съавторите. ВАЖНО: Този шаблон се отнася единствено до авторските права върху съдържанието на статията. Добавянето му не отменя изискването да се посочват конкретни източници на твърденията, които да бъдат благонадеждни. |